# 马来前锋报
《马来前锋报》（Utusan Melayu，简称《前锋报》），一份创刊于1939年5月29日的爪夷文报章，为《马来西亚前锋报》（Utusan Malaysia）前身，创刊人是尤索夫·依萨。报刊总社原设于新加坡，1957年马来亚独立后，搬迁到首都吉隆坡。在英殖民时代，《前锋报》是一份致力于提倡反殖，宣扬民族独立自治思想的报章，曾汇集了一群出色的报人、文学家和社会运动分子，如沙末·伊斯迈、克利斯·马士、赛·扎哈利、乌斯曼·阿旺、沙末·赛益等。
可是在马来亚独立后，《马来前锋报》的报导路线逐渐受到马来政党巫统所干预。1959年，创刊人兼总编辑尤索夫·依萨（後來擔任首任新加坡總統）在巫统的持续施压下辞职，同时也将他和他的家族所持有的股权转售给当时的首相东姑阿都拉曼。
1992年9月17日，《马来前锋报》因报导时任马来西亚首相马哈迪·莫哈末在印尼雅加达出席不结盟运动时要求以英文接受有关访谈的错误新闻，引起了马哈迪和巫统最高理事会的不满，最终该报公开道歉。

## 出版社物
- 《马来前锋报》
- 《马来西亚前锋报星期刊》
- 《KOSMO》
- 《KOSOM！Ahad》

## 1961年罢工事件
1961年，巫统进一步钳制《马来前锋报》的编采自由，通过董事部向总编辑发出了四点指导政策，即：（1）全力支持执政党，因为这么做具有商业收益；（2）刊登确实的新闻，但限制其他政党的新闻；（3）尽可能用大标题、大篇幅报道联盟部长的新闻，包括政策性文告；（4）支持联盟已做出的一切行动，对坏政策提出建设性批评。为了捍卫报社的自主权，要求董事部撤回四点政策，当时的报社全体员工遂决定展开罢工。从1961年7月至10月，《前锋报》职员的罢工行动维持了约三个月，最后总编辑赛·扎哈利被流放到新加坡，并且被下令禁止再进入马来亚联合邦，而在报社前方搭帐篷抗议的罢工职员也开始出现分裂并最终被瓦解。罢工结束后，巫统代表除了掌握《前锋报》董事部的股权外，也渗入编采部门。《前锋报》一度变得资金充沛，报份销量也显著增加，但却失去了新闻自由。

## 1961年后的《马来前锋报》
1967年9月1日，《马来前锋报》衍生出《马来西亚前锋报》（Utusan Malaysia），仍由巫统所掌控，该报也频频因新闻报导偏袒巫统和国阵而引起社会争议。更被反对者以谐音蔑称做「五毒散」。

## 2018年大選後陷入財困
馬來西亞前鋒報自2011年起即連年虧損。國陣政府乃開始以每年採購1200萬令吉廣告，和讓前鋒報以高於市價向政府供應平板電腦等方式注入資金救濟。2017年12月31日，債務增至3億餘令吉。2018年5月10日，马哈迪·莫哈末所领导的希望联盟取代國民陣線組織政府後，巫統失去政權，該報也隨之失去來自巫統和政府的支援。不久後發生2筆總值110萬令吉的債務違約，8月20日遭股票交易所列入標示為財務陷困的PN17行列，但管理层开会后决定继续营业，也宣布从23日起每份报纸涨价50仙，希望透过调涨价格方案，减少每月的亏损。11月，原有1500名員工，資方獻議800人自願離職，宣布若拖欠薪资一事无法解决，公司将会关闭，但无实际日期。同月，以1800萬令吉賣出吉隆坡市區的土地以維持營運。12月1日起，關閉全馬各州分行以及設立在丁加奴州的報紙印刷廠。12月4日，向交易所報備賣出一處房地產充日常營運資金及償還債務。
2019年，马来前锋报集团在重组债务不果后，8月30日被除牌下市，之后业绩依然每况愈下，拖欠债务也一直累积，受到债权人的各种法律行动。2019年10月8日，马来前锋报集团发表文告称，因面临现金流问题，宣布将70%股权卖给丹斯里赛莫达控制的AURORA MULIA的子公司DILOF有限公司。AURORA MULIA则向DILOF注入资金确保两份报纸能继续出版。10月9日，马来前锋报集团宣布停业。10月10日，时任首相马哈迪·莫哈末出席“2019年国际绿色科技与环保产品展览暨峰会”（IGEM）时透露，将有新公司接手停刊的马来前锋报，且部分前锋报员工将在“新前锋报”（New Utusan）工作。

## 2020年至今
2020年1月24日，《马来前锋报》在停刊3个月后，在其官网上发布报聘启事，为复刊做准备。7月18日，《KOSMO》在面子书上发布预告视频，表示与《马来前锋报》于7月20日复刊。7月20日，《马来前锋报》宣布正式复刊。

## 争议

### 发布虚假新闻的指控
1992年9月19日，时任马来西亚首相马哈迪·莫哈末在一封致《马来前锋报》的回复信中指责该报撒谎，原因是《马来前锋报》于该年9月17日的一篇报导中指他在印尼雅加达出席不结盟运动时要求以英文接受有关访谈。实际上马哈迪在接受专访时曾询问该电视台为何要以英文作为访谈媒介语，得到的答复是该电视台要让出席不结盟国家会议的代表了解访谈内容。马哈迪的回复信在《马来前锋报》全文刊登，信中也对该报批评其对英文使用的立场作出解释和辩护。10月3日，巫统最高理事会要求《马来前锋报》针对该事件向马哈迪道歉。10月6日，该报正式在其封面版公开道歉，并承认其驻雅加达的记者犯错，而马哈迪也表示接受道歉。
2020年12月25日，《马来前锋报》刊登一则农业及食物工业副部长阿末韩查要求野新部主席哈山拉曼支持他下届大选上阵的新闻。隔日，阿末韩查和哈山拉曼召开新闻记者会，反驳上述的报导内容是假新闻，并指该新闻是不负责任及可能含有不良企图。阿末韩查也指责《马来前锋报》的报导已对他和家人名誉造成玷污和破坏，并向万里茂警察局备案，要求《马来前锋报》编辑和记者七天内公开道歉，否则将采取法律行动。